# Radoslav Petković
Radoslav Petković (* 21. Juli 1953 in Belgrad; † 27. Oktober 2024 in Novi Sad) war ein jugoslawisch-serbischer Schriftsteller.

## Leben
Seine Mutter war Französischlehrerin, sein Vater Ingenieur. Er machte Abitur in Belgrad und schloss 1982 an der Universität Belgrad sein Studium der allgemeinen und jugoslawischen Literaturwissenschaft ab. Von 1983 bis 1987 war er Chefredakteur der Zeitschrift Književna kritika. Von 1988 bis 1994 arbeitete er als Sekretär der Stiftung „Ivo Andrić“. In der Zeit von 1994 bis 2001 war er als freischaffender Autor tätig. Von 2001 bis 2004 war er Direktor des Instituts für Schulbücher und Lehrmittel in Belgrad.
Er verfasste insgesamt fünf Romane, zwei Kurzgeschichtensammlungen und sieben Essay-Bände. Seine Werke wurden in zahlreiche Sprachen übersetzt. Außerdem übersetzte er unter anderem J. R. R. Tolkien, G. K. Chesterton, Robert Louis Stevenson und Daniel Defoe aus dem Englischen ins Serbokroatische.

## Veröffentlichungen
- Пут у Двиград. 1979
- Записи из године јагода. 1983
- Сенке на зиду. 1985
  - Schatten im Wind. Wieser, Klagenfurt 2008, ISBN 978-3-85129-778-2 (aus dem Serbischen von Silvija Hinzmann)
- Судбина и коментари. 1993
  - Schicksal mit Anmerkungen. eta Verlag, Berlin 2024, ISBN 978-3-949249-85-3 (aus dem Serbischen von Elvira Veselinović)
- Савршено сећање на смрт. 2008

Petković hat seit 1995 eine Reihe von Bänden mit Essays veröffentlicht, die bisher weder ins Englische noch ins Deutsche übersetzt worden sind.